# ふたりの誓い (曲)
「ふたりの誓い」（原題: "For All We Know"）は、1970年公開のコメディ映画『ふたりの誓い』（原題: Lovers and Other Strangers）の挿入歌で、アカデミー歌曲賞を受賞。1971年には、カーペンターズによるカヴァー・ヴァージョンが大ヒットした。

## 解説
映画『ふたりの誓い』の音楽を担当したフレッド・カーリンが作曲。作詞は、ブレッドのメンバーであるジェイムス・グリフィンとロブ・ロイヤーによる。映画ではラリー・メレディスが歌った。この曲はアカデミー歌曲賞を受賞し、授賞式ではペトゥラ・クラークが歌った。
カーペンター兄妹は、たまたま『ふたりの誓い』を映画館で観て、それをきっかけとしてカーペンターズとしてのヴァージョンを録音した。本国アメリカでは、『涙の乗車券』収録曲「恐れないで」をカップリングに収録したシングルとしてリリースされ、Billboard Hot 100で3位に達した。イージー・リスニング・チャート（後のアダルト・コンテンポラリー・チャート）では1位を獲得。イギリスでは「スーパースター」との両A面シングルとしてリリースされた。日本ではカップリング曲を「ベイビー・イッツ・ユー」に変更した仕様で発売されたが、チャート・インは果たせなかった。

## 他のカヴァー
- アストラッド・ジルベルト - 『Gilberto with Turrentine』（1971年）
- アンディ・ウィリアムス - 『You've Got a Friend』（1971年）
- シャーリー・バッシー - 『I Capricorn』（1972年）
- ジョージ・シアリング - 『The George Shearing Quartet』（1972年）
- ステファン・グラッペリ - 『So Easy to Remember』（1993年）
- ベティー・サーヴァート - トリビュート・アルバム『If I Were a Carpenter』（1994年）
- ニッキー・フレンチ - 『Total Eclipse of the Heart』（1995年）